# Liste der Naturdenkmale in Eiterfeld
Die Liste der Naturdenkmale in Eiterfeld nennt die im Gebiet der Marktgemeinde Eiterfeld im Landkreis Fulda in Hessen gelegenen Naturdenkmale.
| Bild            | Bezeichnung                         | Ortsteil, Lage                              | Beschreibung | Art   | Nr.      |
| --------------- | ----------------------------------- | ------------------------------------------- | ------------ | ----- | -------- |
| BW              | Linde vor Betzenrod                 | Betzenrod 50° 43′ 47,6″ N, 9° 46′ 12″ O     |              | Linde | 6.31.240 |
| BW              | Dorflinde Branders                  | Buchenau 50° 47′ 15″ N, 9° 46′ 57,8″ O      |              | Linde | 6.31.241 |
| BW              | Linde am Ortseingang von Branders   | Buchenau 50° 47′ 15,6″ N, 9° 47′ 4,5″ O     |              | Linde | 6.31.242 |
| BW              | Linde in Buchenau                   | Buchenau 50° 46′ 51,4″ N, 9° 46′ 8,9″ O     |              | Linde | 6.31.243 |
| BW              | Lindengruppe am Weg nach Arzell     | Dittlofrod 50° 45′ 28,8″ N, 9° 45′ 29,3″ O  |              | Linde | 6.31.244 |
| Fotos hochladen | 3 Linden hinter der Burg Fürsteneck | Eiterfeld 50° 46′ 36,9″ N, 9° 48′ 29,6″ O   |              | Linde | 6.31.246 |
| Fotos hochladen | Linde bei der Burg                  | Eiterfeld 50° 46′ 32,7″ N, 9° 48′ 30,5″ O   |              | Linde | 6.31.247 |
| Fotos hochladen | Linde an der Burgzufahrt            | Eiterfeld 50° 46′ 32,7″ N, 9° 48′ 30,5″ O   |              | Linde | 6.31.248 |
| Fotos hochladen | Linde auf der Weide                 | Eiterfeld 50° 46′ 38,4″ N, 9° 48′ 38,8″ O   |              | Linde | 6.31.249 |
| BW              | 2 Linden vor der Kirche             | Eiterfeld 50° 45′ 42,2″ N, 9° 47′ 48,8″ O   |              | Linde | 6.31.250 |
| BW              | Eiche am Reitplatz                  | Eiterfeld 50° 46′ 22,7″ N, 9° 48′ 17,6″ O   |              | Eiche | 6.31.251 |
| BW              | Dorflinde                           | Giesenhain 50° 45′ 57,1″ N, 9° 44′ 26,5″ O  |              | Linde | 6.31.252 |
| BW              | Linde beim Forsthaus                | Leibolz 50° 44′ 53,3″ N, 9° 49′ 10,6″ O     |              | Linde | 6.31.253 |
| BW              | Lindenallee (6 St.)                 | Eiterfeld 50° 45′ 22,6″ N, 9° 48′ 51,3″ O   |              | Linde | 6.31.255 |
| BW              | Eiche am Lichterberg                | Leibolz 50° 44′ 48,3″ N, 9° 48′ 51,7″ O     |              | Eiche | 6.31.256 |
| BW              | Linde auf der Trift                 | Solsdorf 50° 46′ 39,3″ N, 9° 53′ 15,5″ O    |              | Linde | 6.31.258 |
| BW              | Linde in Treischfeld                | Treischfeld 50° 45′ 25,4″ N, 9° 53′ 30,4″ O |              | Linde | 6.31.259 |
| BW              | Linde an der Soisberger Trift       | Ufhausen 50° 46′ 36,3″ N, 9° 52′ 47,8″ O    |              | Linde | 6.31.260 |
| BW              | Linde beim Feldkreuz                | Ufhausen 50° 46′ 18,6″ N, 9° 51′ 7,5″ O     |              | Linde | 6.31.261 |
| BW              | Linden am Felsenkeller              | Ufhausen 50° 46′ 27,3″ N, 9° 51′ 17,8″ O    |              | Linde | 6.31.262 |
| BW              | Hainbrunnen                         | Wölf 50° 46′ 50,2″ N, 9° 48′ 21,6″ O        |              |       | 6.31.264 |

## Belege
1. ↑  
Naturdenkmalliste. (pdf; 866 kB) Anhang zu TOP II.22 der Kreistagssitzung am 07.06.2010. Naturdenkmale im Landkreis Fulda. Der Kreisausschuss Landkreis Fulda, 26. Mai 2010, abgerufen am 24. Januar 2016.

- Karte mit allen Koordinaten:
- OSM |
- WikiMap